# Caradhras
J. R. R. Tolkien fantáziavilágában a Caradhras, más nevén Vörösfok, a Köd-hegység legmagasabb csúcsainak egyike Középföldén.
Lejtői alatt fekszik a Vörösfoki Hágó, amelyen a Gyűrű Szövetsége megkísérelt átkelni a Végzet Hegyéhez vezető útján, és amely összekötötte a nyugati oldalon található, magyalföldi nolda államot a keleti részen elterülő Nősziromföldével és az Anduin folyó völgyével.
Khazad-dûm bezárultát követően e hágót használták a Tündék, mikor Lórien és Eriador között utaztak.
|  | Alább a cselekmény részletei következnek! |

Caradhras (Barazimbar, Khuzdul nyelven, a törpök nyelvén) Mória három hegyének egyike, melyek alatt a Törpök nagyszerű városa, Khazad-dûm épült. A Caradhras továbbá Középfölde egyetlen helye, ahol mithrilt fedeztek fel. Ez a Harmadkorból ismert egyetlen Balrog lakhelye.
A Törpök úgy nevezik a Caradhrast, hogy a Kegyetlen, és régóta rossz hírneve van. A Vörösfoki Hágó (avagy a Vörösfoki Kapu) áruló helyként lett ismert. E hágón ejtették foglyul orkok Elrond feleségét, Celebríant. Itt keltek át a Nősziromföldről Eriadorba vándorló hobbitok is.
|  | Itt a vége a cselekmény részletezésének! |